# Пиатти, Пиаттино
Пиаттино Пиатти (итал. Piattino Piatti; ок. 1441, Милан — после 1508, Гарласко, Ломбардия) — итальянский писатель
 и поэт, гуманист, военный деятель.

## Биография
Родился в Милане в знатной семье, получил хорошее образование. На протяжении примерно пятнадцати лет служил при дворе Сфорца. При Галеаццо Сфорца впал в немилость и оказался в тюрьме. Находясь в заключении и перенеся там много страданий, написал «De carcere» (Милан, 1483) — свою самую успешную работу, представляющую собой собрание стихотворений на латыни, в значительной степени религиозного содержания.
Выйдя из тюрьмы, служил сначала при дворах Феррары и Флоренции, затем под началом герцога Урбино, а позже у Джан Джакомо Тривульцио, участвовал в военных походах. Вернувшись в Ломбардию в 1476 году (после смерти Галеаццо Марии), жил в Милане и Гарласко, занимался написанием эпиграмм и латинских элегий. Попытался восстановить своё положение у Сфорца, но не получил содержания от Лодовико иль Моро, на которое рассчитывал, и примерно в 1500 году отправился в Гарласко, Павия, где открыл школу красноречия. Прожил в этом городе до конца жизни, готовя свои работы к публикации и воспевая красоты местной природы.

## Творчество
Оставил сборники эпиграмм «Epigrammatum elegiarumque libri II» (Милан, 1502) и ещё такое же собрание эпиграмм (1506), а также элегии и послания.